# Peter Jurko
Peter Jurko (Nová Lesná, 22 settembre 1967) è un ex sciatore alpino slovacco che gareggiò per la nazionale cecoslovacca.

## Biografia
Sciatore polivalente originario di Levoča, Jurko debuttò in campo internazionale in occasione dei Mondiali juniores di Jansá 1985; in Coppa del Mondo ottenne il primo piazzamento il 2 febbraio 1986 a Wengen in slalom speciale (15º) e conquistò il miglior risultato il 17 gennaio 1988 a Bad Kleinkirchheim in combinata (5º). Ai XV Giochi olimpici invernali di Calgary 1988, sua prima presenza olimpica, si classificò 29º nella discesa libera, 27º nel supergigante, 33º nello slalom gigante, 13º nello slalom speciale e 5º nella combinata. Nel 1989 ottenne l'ultimo piazzamento in Coppa del Mondo, il 15 gennaio a Kitzbühel in slalom speciale (11º), prese parte ai Mondiali di Vail, dove fu 11º nello slalom speciale e 14º nella combinata (suoi unici piazzamenti iridati), e vinse la classifica di slalom speciale in Coppa Europa; ai XVI Giochi olimpici invernali di Albertville 1992, suo congedo agonistico, si piazzò 39º nel supergigante, 37º nello slalom gigante, 25º nello slalom speciale e non completò la combinata.

## Palmarès

### Coppa del Mondo
- Miglior piazzamento in classifica generale: 48º nel 1989

### Coppa Europa
- Miglior piazzamento in classifica generale: 4º nel 1989
- Vincitore della classifica di slalom speciale nel 1989